# Jacques Villiers
Pour les articles homonymes, voir Villiers.
Jacques Villiers, né le 26 août 1924 à Vaucresson et mort le 13 mars 2012 à Neuilly-sur-Seine, est un ingénieur et haut fonctionnaire français. Il a été le fondateur du Centre d'études de la navigation aérienne, et le cocréateur du CAUTRA, le système informatique de gestion du trafic aérien français.

## Biographie
Jacques Villiers est issu d'une famille lorraine. Tout jeune, il rejoindra la résistance et le maquis du Vercors, où il échappera à la mort en 1944.
À la Libération, il intègre l'École polytechnique (X 45) (1945-1948), dont il sortira dans le corps des ingénieurs de la navigation aérienne (devenu par la suite corps des ingénieurs de l'aviation civile, puis fusionné aujourd'hui au sein du corps des Ingénieurs des ponts, des eaux et des forêts). Après avoir fait son école d'application à l'École nationale de l'aviation civile (1948-1950), il rejoint le Service de la Navigation Aérienne (SNAé), où il militera dès 1957 pour que la France s'équipe de matériel moderne de calculs pour permettre au système de navigation aérienne français de se moderniser. En 1960, à la suite d'une réorganisation du SNAé, le directeur de la navigation aérienne lui permet de créer le Centre d'études de la navigation aérienne (CENA). Il y pose les principes de l'automatisation du système de navigation aérienne français,,, une approche qui reste "human centered". L'homme reste au centre du développement du système, et celui-ci est conçu de façon à demander à l'opérateur le moins d'effort possible en termes d'interactions et de saisie. Jacques Villiers invente ainsi dès les années 60 le Digitatron, un moyen de saisie tactile permettant aux opérateurs de modifier de façon intuitive les plans de vol des avions. 
C'est aussi à cette époque qu'il développe la théorie des filtres, qui sépare les actions de contrôle sur les flux de trafic en plusieurs filtres dont l'horizon temporel est différent. Dans un article de 1968, il décrit ainsi 4 niveaux de filtres : 
- un filtre accident de dernier secours
- un filtre radar permettant de distinguer les paires d'avions en conflit
- un filtre "aux procédures" permettant d'alimenter en informations utiles le contrôleur
- un filtre en amont de gestion des flux permettant d'éviter la surcharge des secteurs.

Cette théorie préfigure de façon exacte ce qu'est devenu le système de contrôle aérien, que ce soit au niveau français, européen ou mondial, avec :
- un organisme de gestion des flux (la CFMU en Europe),
- des systèmes de détection de conflits par paires,
- des systèmes plus évolués permettant de regrouper ces conflits élémentaires en ensemble de problèmes
- les systèmes d'anti-collision, connu aujourd'hui sous le nom de concept ASAS (et normalisé dans le cadre du Traffic Collision Avoidance System).

Directeur du CENA de 1959 à 1970, il y sera donc le visionnaire (suivant l'expression même de ses anciens collègues) du lancement du système de contrôle aérien français, le CAUTRA (Coordonnateur automatique du trafic aérien), dont il verra le développement des versions I et II. 
En 1970, il est appelé à d'autres responsabilités et devient directeur de la région aéronautique Nord, et laisse alors la direction du Centre d'études de la navigation aérienne (CENA) à son adjoint, Dominique Alvarez. Il continuera cependant de s'intéresser à l'automatisation du système de contrôle, rédigera plusieurs rapports et de nombreux articles dans des revues ou des colloques internationaux,,,,. 
Il est par la suite responsable de l'inspection générale de l'aviation civile et
membre du conseil d'administration d'Aéroports de Paris. 
Il est président du conseil d'administration de l'ÉNAC de 1979 à 1989, période pendant laquelle il rédigera le schéma directeur de l'école ENAC2000. Ce schéma pose ainsi les bases d'une école rénovée et moderne, et les différents directeurs successifs de l'ENAC s'en inspireront. Il est également membre de l'Académie de l'air et de l'espace, où il s'occupe de la section morale, droit, sociologie et économie. Profondément humaniste, c'est dans ce cadre qu'il s'intéresse à l'économie comme en témoignent certains articles qu'il a publiés à ce sujet.
Il développe au début des années 2000 un concept original, le contrôle subliminal, qu'il va implanter en utilisant les algorithmes développés par Nicolas Durand et Jean-Marc Alliot dans le cadre du projet ERCOS. Il présente alors un nouvel ensemble d'outils pour le contrôle du trafic aérien, le système ERASMUS,,. Cet ensemble d'outils donnera lieu à un important projet de R&D européen, qui portera le même nom,. Ce projet fera travailler ensemble pendant plusieurs années des organismes européens (Eurocontrol), des fournisseurs de service aérien nationaux (DSNA,..), des équipementiers aéronautiques
(Honeywell), etc. Les résultats de ce travail seront à la base d'une des tâches (4.7.2) les plus importantes du projet de ciel unique européen SESAR. Il dépose d'ailleurs un brevet sur ce sujet. Il consacre les dernières années de sa vie à développer et promouvoir ce système, par de nombreux articles et conférences, qui auront des échos dans la presse scientifique nationale.
Suivant les mots de Michel Wachenheim :

« On peut considérer Jacques Villiers comme l'un des principaux fondateurs de « L'école française de navigation aérienne » avec tout ce que cela comporte de compétences scientifiques, de savoir-faire technologique et d'expérience opérationnelle. Il a compris très vite que la France pouvait et devait jouer un rôle de premier plan dans ce secteur, en raison de son histoire aéronautique, de ses capacités à former des spécialistes de haut niveau, mais aussi de ses ambitions mondiales et de la géographie européenne. Il a conservé jusqu'au bout la certitude que nous pouvions exercer un leadership technique au niveau international, j'ai en mémoire des entretiens avec lui sur cet aspect. Le plus bel hommage à lui rendre est certainement de continuer
dans cette voie. »